# 이적 (1162년)
이적(李勣, 1162년 ~ 1225년)은 고려의 무신이다. 본관은 지평이며, 대장군 이준선의 아들이다. 1216년 고종 때 우군 병마판관이 되어 서북면으로 쳐들어온 거란군을 물리쳤다. 이듬해에 다시 거란군이 쳐들어오자 병마부사로서 광탄에서 적을 크게 물리쳐 상서 좌복야에 올랐다. 그 후 추밀원 부사, 어사대부 등을 지냈다. 평소에는 온순하지만 전장에 나가면 남이 따르지 못할 정도의 용기로 적과 맞섰다고 한다.

## 같이 보기
- 어사대부 이적묘 - 양평군 향토유적 제22호